# Ǘ
De Ǘ is een ü met een accent aigu, een streepje naar links. De kleine letter wordt zo aangeduid, ǘ, en de hoofdletter zoals dit, Ǘ.